# Brian Nielsen
Brian Nielsen (Herlev, 25 febbraio 1987) è un calciatore danese, centrocampista del Værebro.

## Carriera

### Club
Nielsen ha iniziato la sua carriera nell'Akademisk Boldklub. Ha giocato 28 partite in prima squadra e ha segnato due gol. Successivamente è stato venduto al Vejle Boldklub nel settembre 2005, dove ha debuttato il 19 settembre nella vittoria di 3-0 proprio contro la sua ex squadra, l'AB. Nella sua prima stagione con il Vejle, ha aiutato la squadra a vincere il campionato danese 2005-2006. Ha giocato 23 partite segnando un gol durante la stagione 2006-2007, conclusasi con la retrocessione nella categoria inferiore. Nielsen ha aiutato il team a vincere anche il campionato danese 2006-2007. Nella stagione 2007-2008 ha giocato 28 partite e ha segnato cinque gol. Con il Vejle ha giocato in totale 99 partite ufficiali, segnando 20 gol.
Il 14 aprile 2010 Nielsen è stato ceduto in prestito al club statunitense dei New York Red Bulls.

### Nazionale
Nielsen è stato convocato nella nazionale in ogni livello giovanile, dalla Under 16 alla Under 21. Ha giocato un totale di 49 partite, a cominciare dal suo debutto nell'ottobre 2002 con i minori di 16 anni. Ha rappresentato la nazionale danese Under-21 in nove partite da giugno 2007 a ottobre 2008.

## Palmarès

### Club

#### Competizioni nazionali
- Campionato danese: 2

Vejle: 2005-2006, 2007-2008